# Vitali Zestovskih
Vitali Zestovskih (* 10. Juni 1984 in Sauralny, Oblast Orenburg, Russische SFSR) ist ein deutscher Musikproduzent, DJ und Komponist, sowie Autor des Electro-House-, Dance- und Popmusik-Genres. Seit 2018 produziert er mit seinem Team unter anderem unter dem Künstlernamen VIZE, wobei sich der Name des Projektes aus den ersten beiden Buchstaben seines Vor- und Nachnamens zusammensetzt.

## Leben
Vitali Zestovskih wurde im russischen Teil der Sowjetunion geboren. 1998 wanderte seine Familie nach Deutschland aus. Aufgewachsen ist er als Sohn einer Musiklehrerin für Klavier, Gesang und Gitarre und eines Spediteurs in Wismar, Mecklenburg-Vorpommern.
Er produzierte, schrieb und komponierte Lieder für Sänger und Acts wie Gestört aber geil, Michelle, LEA, Tiger Park, Anstandslos & Durchgeknallt, Koby Funk, Jan Leyk, Uwe Worlitzer, Stereoact und Jakub Ondra, Goldregen. Neben seiner Tätigkeit als Produzent ist er insbesondere als Remixer aktiv. Bis heute produzierte er Remixe für verschiedene Künstler unterschiedlicher Musikgenres. Unter anderem für: Helene Fischer, Alligatoah, Backstreet Boys, Münchener Freiheit (Band), Elif, Juli (Band), Adel Tawil, Wincent Weiss, Chris Avedon, Sebastian Hämer, Dimitri Vegas & Like Mike, Ne-Yo u. v. m. 
Zestovskih arbeitet und arbeitete bereits 2016 in den von Vicente Celi und Kraans de Lutin gegründeten Phlexton Studios.
Für die 20. Staffel der RTL-Castingshow Deutschland sucht den Superstar schrieb er zusammen mit Mark Becker die Finalsongs, welche von Electrola (Universal Music Group) distribuiert wurden.

## Diskografie

### Singles
- 2009 Scheibe 2.9 (als Krämer & Lindberg) (Groundunder Recordings)
- 2012 La Barceloneta (als Soeren Lindberg mit Martin Eigenberg) (Groundunder Recordings)
- 2014 One last Dance (als Soeren Lindberg feat. Janine Delon) (Fadersport)
- 2015 My Boogie (als Traum:A feat. Jak Polo) (Sony Music)

### Autorenbeteiligungen und Produktionen

#### Zestovskih als Autor und Produzent in den Charts
| Jahr | Titel Interpretation                                  | Höchstplatzierung, Gesamtwochen, AuszeichnungChartplatzierungen (Jahr, Titel, Interpretation, Platzierungen, Wochen, Auszeichnungen, Anmerkungen) | Höchstplatzierung, Gesamtwochen, AuszeichnungChartplatzierungen (Jahr, Titel, Interpretation, Platzierungen, Wochen, Auszeichnungen, Anmerkungen) | Höchstplatzierung, Gesamtwochen, AuszeichnungChartplatzierungen (Jahr, Titel, Interpretation, Platzierungen, Wochen, Auszeichnungen, Anmerkungen) | Anmerkungen                                                                   |
| Jahr | Titel Interpretation                                  | DE | AT | CH | Anmerkungen                                                                   |
| ---- | ----------------------------------------------------- | --- | --- | --- | ----------------------------------------------------------------------------- |
| 2016 | Geh nicht weg A Gestört aber geil mit Marc Narrow     | DE96 (1 Wo.)DE | — | — | Erstveröffentlichung: 26. Februar 2016                                        |
| 2017 | Millionen Farben P Gestört aber geil feat. Voyce      | DE63 (4 Wo.)DE | — | — | Erstveröffentlichung: 21. April 2017                                          |
| 2017 | Wohin willst du A, P Gestört aber geil feat. LEA      | DE11 Gold · (42 Wo.)DE | AT43 (13 Wo.)AT | — | Erstveröffentlichung: 2. Juni 2017 Verkäufe: + 200.000                        |
| 2018 | Glad You Came P Vize                                  | DE44 Gold · (15 Wo.)DE | AT52 (8 Wo.)AT | — | Erstveröffentlichung: 15. Juni 2018 Verkäufe: + 200.000; Original: The Wanted |
| 2019 | Vielleicht A, P Gestört aber geil feat. Adel Tawil    | DE38 (2 Wo.)DE | — | — | Erstveröffentlichung: 22. Februar 2019                                        |
| 2019 | Stars A, P Vize feat. Laniia                          | DE18 Gold · (32 Wo.)DE | AT24 (41 Wo.)AT | — | Erstveröffentlichung: 3. Mai 2019 Verkäufe: + 200.000                         |
| 2019 | Light A Jerome                                        | DE39 Gold · (29 Wo.)DE | AT69 (3 Wo.)AT | — | Erstveröffentlichung: 22. November 2019 Verkäufe: + 200.000                   |
| 2019 | Close Your Eyes A, P Felix Jaehn & Vize feat. Miss Li | DE21 (32 Wo.)DE | AT24 Gold · (23 Wo.)AT | — | Erstveröffentlichung: 22. November 2019 Verkäufe: + 15.000                    |
| 2020 | Baby A, P Joker Bra & Vize                            | DE1 Gold · (19 Wo.)DE | AT1 (16 Wo.)AT | CH3 (8 Wo.)CH | Erstveröffentlichung: 31. Januar 2020 Verkäufe: + 200.000                     |
| 2020 | Thank You [Not So Bad] P Vize & Felix Jaehn           | DE71 (18 Wo.)DE | AT62 (7 Wo.)AT | — | Erstveröffentlichung: 7. Februar 2020 Original: Dido                          |
| 2020 | Take My Hand A, P Jerome                              | DE53 (13 Wo.)DE | — | — | Erstveröffentlichung: 28. Februar 2020                                        |
| 2020 | Never Let Me Down A, P Vize feat. Tom Gregory         | DE8 ×3Dreifachgold · (52 Wo.)DE | AT4 (46 Wo.)AT | CH12 (37 Wo.)CH | Erstveröffentlichung: 24. April 2020 Verkäufe: + 600.000                      |
| 2020 | Lonely A, P Tujamo - Vize - Majan                     | DE34 (20 Wo.)DE | AT44 (12 Wo.)AT | — | Erstveröffentlichung: 29. Mai 2020                                            |
| 2020 | Mars A, P Georg Stengel                               | DE68 (15 Wo.)DE | — | — | Erstveröffentlichung: 12. Juni 2020                                           |
| 2020 | Paradise A, P Vize x Joker Bra x Leony                | DE4 (37 Wo.)DE | AT2 (57 Wo.)AT | CH98 (1 Wo.)CH | Erstveröffentlichung: 21. August 2020                                         |
| 2020 | Bist du okay P Mark Forster feat. VIZE                | DE11 (25 Wo.)DE | AT46 (9 Wo.)AT | CH55 (1 Wo.)CH | Erstveröffentlichung: 25. September 2020                                      |
| 2024 | Waking Up A, P Felix Jaehn & Leony                    | DE96 (1 Wo.)DE | — | — | Erstveröffentlichung: 12. Januar 2024                                         |
| 2024 | Fire A Leony, Meduza & OneRepublic                    | DE29 (15 Wo.)DE | AT49 (4 Wo.)AT | CH68 (5 Wo.)CH | Erstveröffentlichung: 10. Mai 2024                                            |
| 2025 | By Your Side (In My Mind) A, P Leony                  | DE93 (… Wo.)DE | — | — | Erstveröffentlichung: 10. Januar 2025                                         |

#### Weitere Autorenbeteiligungen und Produktionen (Auswahl)
- 2022 Remedy - Leony
- 2017 Hoch hinaus – Annemarie Eilfeld
- 2017 Cool mit dir selbst – Culcha Candela
- 2017 Be My Now – Gestört aber geil
- 2017 Cinderella Story – Gestört aber geil
- 2017 Haus voller Scherben – Gestört aber geil
- 2017 Lieblingsarchitekt – Gestört aber geil
- 2017 Sinner – Gestört aber geil feat. Marcapasos
- 2016 Tage wie Juwelen – Michelle
- 2016 Wir feiern das Leben – Michelle
- 2016 Schwüm – Goldregen
- 2016 Ich würd’ es wieder tun – Michelle
- 2016 Sommertagstraum – Stereoact
- 2015 Unser Sommer feat. Koby Funk – Max Giesinger

### Remixe (Auswahl)
- 2017 Herzbeben – Helene Fischer
- 2016 Wenn du lebst – Johannes Oerding
- 2014 Es ist soweit (mit Martin Eigenberg) – Chris Avedon feat. Lauter Leben
- 2013 Als es passierte (mit Martin Eigenberg) – Chris Avedon feat. Paula

## Auszeichnungen für Musikverkäufe
| Platin-Schallplatte - Polen - 2020: für die Autorenbeteiligung und Produktion Never Let Me Down (Vize) - 2020: für die Autorenbeteiligung und Produktion Stars (Vize) |

Anmerkung: Auszeichnungen in Ländern aus den Charttabellen bzw. Chartboxen sind in ebendiesen zu finden.
| Land/RegionAuszeichnungen für Musikverkäufe (Land/Region, Auszeichnungen, Verkäufe, Quellen) | Gold     | Platin     | Verkäufe  | Quellen           |
| -------------------------------------------------------------------------------------------- | -------- | ---------- | --------- | ----------------- |
| Deutschland (BVMI)                                                                           | 6× Gold6 | Platin1    | 1.600.000 | musikindustrie.de |
| Österreich (IFPI)                                                                            | Gold1    | —          | 15.000    | ifpi.at           |
| Polen (ZPAV)                                                                                 | —        | 2× Platin2 | 40.000    | olis.pl           |
| Insgesamt                                                                                    | 5× Gold5 | 3× Platin3 |           |                   |